# José Asensio Lamiel
José Asensio Lamiel, conegut artísticament com a José Lamiel (Calanda, Baix Aragó, 29 de gener de 1924 - Alcalá de Henares, 26 d'agost de 2020) fou un dibuixant, pintor i escultor espanyol.
Lamiel ha estat un dels pintors i escultors recents més representatius d'Aragó, fent de l'estil ingenuista una de les seves senyes d'identitat. Després d'estudiar a l'Escola d'Arts Aplicades i Oficis de Saragossa, va rebre una beca de la Diputació Provincial de Terol, formació que alterna ja amb la creació de les seves primeres escultures. A continuació, cursà estudis a la Reial Acadèmia de Belles Arts de Sant Carles de València. Després de la seva estada a València, fixa uns anys la seva residència a Madrid, on va continuar estudis a la Reial Acadèmia de Belles Arts de San Fernando. D'aquests anys és la seva amistat amb el doctor Gregorio Marañón. Allà coneix també a la que després seria la seva dona, Rosario Silveiro, neboda de la poeta Carme Silveiro i neta de la compositora Aurora Álvarez Cuevas. Més tard, durant la dècada de 1960, per encàrrec oficial per emprendre diversos treballs d'escultura, viatja a Colòmbia, on resideix diversos anys. Allà deixa un ric llegat d'obres, civils i religioses. Des de 1966 durà a terme alguns treballs i exposicions als Estats Units. Al seu retorn de Colòmbia, fixa la seva residència, amb la seva dona i els seus tres fills, a Madrid i després a Alcalá de Henares. Durant tota aquesta llarga etapa professional, de més de cinquanta anys, fins als seus últims dies, la seva obra es va presentar en múltiples exposicions, prop de mig centenar, tant individuals com col·lectives, privades o institucionals, a Madrid, Saragossa, València, Bilbao, París, Stuttgart, entre d'altres, i, també al seu Calanda natal, que va albergar una excel·lent Mostra de la seva obra pictòrica i escultòrica en una Exposició antològica celebrada al Centre Buñuel l'estiu de 2017. En el pla creatiu, Lamiel s'imposa com a pintor durant la dècada de 1960, després de la realització d'uns opuscles escultòrics. Influenciat pel llegendari Amedeo Modigliani i pel Primitivisme en general, i amb no poques reminiscències de l'art naïf, Lamiel pren com a tema principal l'ésser humà, amb figures solitàries, de gran simplicitat, amb un pòsit de malenconia, fins i tot d'amarga derrota, que afirmen una visió de l'art, i de la vida en general, on és possible, des de la mera contemplació fins a la crítica social.
El Diumenge de Rams de 2018 s'inaugurà a la plaça de Sant Miquel de la localitat baix aragonesa una escultura de bronze sobre pedestal de granit, amb el nom de "Tradició", que reflecteix la transmissió de pares a fills del costum de tocar el tambor i el bombo a Calanda per Setmana Santa. A la plaça Sant Miquel també es troba una altra de les obres de Lamiel, un bust de Francisco de Goya.

## Reconeixements[4][1]
- L'Ajuntament de la seva localitat natal el va nomenar fill predilecte per portar per bandera el fet de ser calandí (2017)
- Creu de Sant Jordi de la Diputació de Terol (1989)
- I Gran Premi Internacional de Cannes (1973)
- Medalla de Saint Paul de Vence (1973)
- Diploma en l'Exposició Internacional Gran Premi de la Ciutat Eterna, Palau d'Exposicions de Roma (1972)
- Diploma de la XXIII Exposició Internacional de Deauville, França (1972)
- Diploma a la III Exposició Internacional de Marignac, França (1971)
- Premi Bolívia en la I Biennal -Hispanoamericana de Madrid (1966)
- Premi Cervantes de Pintura (1961)

- Acadèmic de la Reial Acadèmia de Nobles i Belles Arts de Sant Lluís de Saragossa
- Membre de Saló dels Independents de París
- Medalla de Plata al Saló Internacional d'Aix en Provence
- Medalla de Bronze al Saló Internacional de Marsella